# Tuanaki
Tuanaki oder Tuanahe ist der Name einer verschwundenen Gruppe kleiner Inseln, die einst Teil der Cook-Inseln im südlichen Pazifik waren. Sie war südlich von Rarotonga gelegen und zwei Tagesreisen mit dem Segelschiff von Mangaia entfernt.
Im Jahre 1916 veröffentlichte die Polynesian Society of Honolulu den Bericht eines Seefahrers, der dort im Jahre 1842 zu Besuch war und sechs Tage bei den Eingeborenen verbrachte. Zwei Jahre später konnte ein Schoner mit englischen Missionaren nichts mehr von den Inseln finden.
Einige Tuanakier überlebten, weil sie nach Rarotonga ausgewandert waren.
Es wurde die Theorie vorgeschlagen, dass die Haymet-Felsen ein Überbleibsel von Tuanaki seien. Allerdings ist die Existenz der Haymet-Felsen selbst unbewiesen.